# Хајландс (Њу Џерзи)
Хајландс (енгл. Highlands) град је у америчкој савезној држави Њу Џерзи.

## Демографија
По попису из 2010. године број становника је 5.005, што је 92 (-1,8%) становника мање него 2000. године.
| Група             | 2000.         | 2010.         |
| Белци             | 4.716 (92,5%) | 4.461 (89,1%) |
| Афроамериканци    | 81 (1,6%)     | 81 (1,6%)     |
| Азијати           | 51 (1,0%)     | 65 (1,3%)     |
| Хиспаноамериканци | 207 (4,1%)    | 324 (6,5%)    |
| Укупно            | 5.097         | 5.005         |